# 何玉成
何玉成（？—?），字子純，别号福廬，福建福州府福清縣盐籍。

## 生平
万历三十四年（1606年）丙午科福建鄉試第六十二名舉人，四十一年捷南宫，丁父憂歸，未廷試。四十四年（1616）丙辰科三甲二十七名进士，工部觀政，四十五年授任工部主事，四十八年升虞衡司员外郎，天啓元年（1621年）升广东廉州知府，五年考察去職，同年丁母憂。

## 家族
曾祖何文燿。祖父何文珪。父何善为（1537年-1612年），字舜治，號恭斋。母薛氏（1538年-1625年）。兄玉绰。弟玉绶、玉振、玉璉、玉輝、玉質、玉温。

## 引用
1. ↑  《萬曆四十四年丙辰科進士序齒録》：何玉成，福庐，诗一房，戊寅六月十六日生。